# Федеральный закон № 527 (Об отмене внутрироссийского роуминга)
Федеральный закон от 27.12.2018 № 527-ФЗ «О внесении изменений в статьи 46 и 54 Федерального закона „О связи“» — нормативный акт, в соответствии с  которым в России отменяется национальный роуминг, а также внутрисетевой роуминг. Закон вступил в силу 1 июня 2019 года. Накануне, 27 мая, председатель правительства РФ Дмитрий Медведев подписал постановление, отменяющее роуминг на всей территории страны.

## Основные положения
Первая и главная новация документа — внесение изменения в Статью 46  Федерального закона «О связи». Статья дополнена пунктом 11, который гласит:
«На территории Российской Федерации оператор подвижной радиотелефонной связи в своей сети связи устанавливает одинаковые условия оказания услуг подвижной радиотелефонной связи каждому абоненту независимо от того, находится ли абонент в пределах территории субъекта Российской Федерации, указанной в решении о выделении такому оператору связи ресурса нумерации, включающего в себя выделенный абоненту абонентский номер, или за пределами указанной территории.»
Второе изменение, которое внесено в Статью 54 Федерального закона «О связи» носит уточняющий характер и, фактически, констатирует сложившуюся практику. В формулировку «Оплате абонентом не подлежит телефонное соединение, установленное в результате вызова другим абонентом, за исключением случаев, если телефонное соединение установлено» добавлен пункт «с вызываемым абонентом, находящимся за пределами территории Российской Федерации».
Таким образом, с 1 июня в России действуют единые тарифы на звонки во всех субъектах Федерации, в том числе за пределами домашнего региона (т.е., места регистрации SIM-карты). В числе прочего, полностью бесплатными стали входящие звонки для абонентов, находящихся на территории Крыма.
Постановление, подписанное в мае Дмитрием Медведевым, определяет шаги по практической реализации новых законодательных норм. «Я подписал постановление, оно является развитием того, что было сделано до этого в законодательстве, а именно, закрепляет в правилах услуг телефонной связи отмену внутрисетевого роуминга», — пояснил премьер-министр.

## История
В России до вступления закона в силу (практически — с середины 2018 года, когда операторы «большой четверки» приступили к исполнению постановления Федеральной антимонопольной службы) действовало несколько видов роуминга: национальный, внутрисетевой и отдельно по Крыму. Внутрисетевой роуминг работал внутри определенной сети на территории всей страны и отличался по регионам. Национальный роуминг действовал, когда сеть определенного оператора отсутствовала в каком-либо регионе.
Об отмене роуминга эксперты заговорили еще в нулевые годы, а затем проблему пытались  решить органы государственной власти. Критика высоких тарифов на роуминг прозвучала в итоговом докладе ФАС за 2010 год, однако тогда всё свелось к некоторому снижению расценок на международный роуминг.
Поправки в закон «О связи», предусматривавшие отмену внутрисетевого и национального роуминга Министерство связи и массовых коммуникаций вносило в Госдуму в 2012 году, однако законопроект не был рассмотрен даже в первом чтении.
В 2017—18 годах ряд постановлений и исков по тематике роуминга поступал от ФАС, а к концу 2018 года вопрос начали решать законодатели, что и завершилось принятием закона №527.

## Перспективы
По мнению экспертов, операторы мобильной связи не станут повышать тарифы, чтобы компенсировать свои потери: выручка операторов от роуминга составляет 2-3% от её общего объема.  Как отмечают эксперты и представители отрасли, компании смогут выйти в однозначный плюс за счет роста потребления трафика мобильного интернета.
Заместитель министра внутренней политики, информации и связи республики Крым Вадим Первых оценил новый закон крайне положительно, отметив, что от него выиграет туристическая индустрия региона. Он напомнил, что в Крыму не представлены крупные российские операторы и туристы нередко жаловались на высокую стоимость услуг роуминга. «Приезжающие гости на полуостров будут платить в соответствии с тарифами, установленными их домашним оператором. Могу сказать, что в этом плане отдых станет комфортнее, — подчеркнул Первых. —  Родные смогут связаться со своими близкими по домашним тарифам. Это удобно».
Вице-премьер Максим Акимов, выступая 27 мая 2019 года на совещании у Дмитрия Медведева, сообщил об ускорении российской стороной работы по поэтапной ликвидации роуминга внутри Евразийского экономического союза (ЕАЭС), признав при этом, что процесс будет длительным. Акимов также напомнил о позитивном международном опыте: в июне 2017 года был отменен роуминг на территории Евросоюза.